# Banco di San Carlo
Il Banco di San Carlo, antico precursore della attuale Banca di Spagna, fu una istituzione bancaria del Regno di Spagna, fondata da Carlo III di Borbone il 2 luglio 1782.

## Costituzione
Il capitale doveva, inizialmente, essere sottoscritto da azionisti privati.  Di fronte allo scarso successo del tentativo, il governo impose l'acquisto a funzionari pubblici.
La prima riunione degli amministratori venne celebrata nel 1782, con la nomina a direttore del finanziare franco-spagnolo, François Cabarrus, che ne aveva ispirato la nascita.  Del consiglio facevano parte notevoli figure di economisti ed alti funzionari, come il Jovellanos.

## Funzioni istitutive
I suoi compiti principali erano:
- convertire cartamoneta e scontare titoli di debito al 4%;
- assicurare la intendenza militare, con una commissione del 10%;
- amministrare il debito estero, con una commissione dell'1% su ogni rimborso;

Il Banco emise biglietti di banca e cercò di attirare la crescita dei depositi bancari.  Realizzò, anche, diversi investimenti e, nel 1793, aprì un ufficio a Parigi.

## Crisi del 1790
Nel 1790, Cabarrus cadde in disgrazia e, a fronte di verificate irregolarità gestionali, venne incarcerato per tre anni, sino alla sua riabilitazione, nel 1796.  Essa seguì di poco la pace di Basilea fra Regno di Spagna e Francia rivoluzionaria, sotto il governo del Godoy.

## L'occupazione francese
Seguirono 13 anni di sfortunata alleanza con Napoleone, conclusi con i moti, che portarono all'arresto del Godoy ed alla abdicazione di Carlo IV a favore del figlio.  Ciò che scatenò la iniziativa dell'Imperatore dei Francesi, il quale mandò Murat ad occupare Madrid, ove represse nel sangue la insurrezione del 2 maggio.  Mentre Napoleone invitava in Francia e lì prendeva prigionieri Ferdinando VII e Carlo IV, con l'intera famiglia reale.
Lì Ferdinando VII venne costretto ad abdicare a favore del padre, questi a favore di Napoleone, il quale, a sua volta, il 7 luglio 1808, abdicò a favore del proprio fratello maggiore, Giuseppe Buonaparte, dal 1806 re di Napoli.
Cabarrus rimase a Madrid e si dimostrò fedele al fratello di Napoleone, mentre molti degli altri amministratori seguirono le Cortes a Cadice.  Giuseppe I lo fece ministro e, con questa carica, il direttore morì a Siviglia nel 1810.  Con ciò egli divenne uno dei maggiori esponenti del partito cosiddetto afrancesado.

## Restaurazione borbonica
Sconfitti i Francesi e restaurato Ferdinando VII, IL Banco non venne soppresso ma, anzi, dovette sostenere nuovi debiti per finanziare le ingenti spese dello Stato, legate alla ricostruzioni seguite alle immense distruzioni della guerra ed al mantenimento del nuovo corpo di spedizione francese, inviato, questa volta, dal Borbone Luigi XVIII, a sostegno di Ferdinando.

## Messa in liquidazione
Sinché, nel 1829, l'istituzione venne liquidata ed il capitale restante trasferito al Banco di San Fernando.